# Raoul Koczalski
Armand Georg Raoul Koczalski, né le 3 janvier 1884 et mort le 24 novembre 1948, est un pianiste et compositeur polonais.

## Biographie
Bien qu'il soit relativement peu connu aujourd'hui, il fut certainement l'un des meilleurs interprètes de Frédéric Chopin pour avoir été l'élève de Charles Mikuli, lui-même élève favori et assistant de Chopin. Koczalski a laissé de nombreux enregistrements.

## Œuvres
Koczalski a composé près de cent cinquante opus et de nombreuses œuvres sans opus dont : six concertos pour piano ; un concerto pour violon ;  un concerto pour violoncelle ; deux symphonies ; des pièces symphoniques et de chambre ; opéras ; ballets ; diverses pièces pour piano dont neuf sonates ; quatre sonates pour violon ; deux sonates pour violoncelle ; trois trios pour piano & plus de deux cents chansons.

## Discographie
- Chamber Works 1 : Impressions de Pologne, op. 86 ; Romance, op.142 ; Ballade, op. 87 & Sonate pour violon en Mi mineur, op. 74 - Dondalska Monika (violon) & Figiel Krzysztof (piano) - CD Acte Préalable AP0383 - 2016

- Piano Concertos 1 : Concertos pour piano & orchestre No. 1 en Si mineur, op. 79 & No. 2 en Sol majeur, op. 83 - Joanna Lawrynowicz (piano) & Orchestre Symphonique de la Philharmonie Podkarpacka im. Artura Malawskiego de Rzeszów, Massimiliano Caldi (direction d'orchestre) - CD Acte Préalable AP0501 - 2017
- Piano Concertos 2 : Concertos pour piano & orchestre No. 3 en Do majeur, op. 125 & No. 4 en Si bémol majeur, op. 130 - Joanna Lawrynowicz (piano) & Henryk Wieniawski Lublin Philharmonic, Wojciech Rodek (direction d'orchestre) - CD Acte Préalable AP0502 - 2018
- Piano Concertos 3 : Concertos pour piano & orchestre No. 5 en Ré majeur, op. 140 & No. 6 en Mi majeur, op. 145 - Joanna Lawrynowicz (piano) & Henryk Wieniawski Lublin Philharmonic, Wojciech Rodek (direction d'orchestre) - CD Acte Préalable AP0503 - 2019
- String Concertos  : Concertos pour violon & orchestre en Ré mineur, op. 84 & pour violoncelle & orchestre en Mi majeur, op. 85 - Agnieszka Marucha (violon) ; Lukasz Turdzierz (violoncelle) & Henryk Wieniawski Lublin Philharmonic, Wojciech Rodek (direction d'orchestre) - CD Acte Préalable AP0504 - 2018
- Complete Songs 1 : Sicilienne op. 107 ; Ob ich dich liebe ? ; So war's mein König, WoO ; Psaume 121, op. 120 ; 21 Gedichte, op. 122, Quatre lieder romantiques, op. 63 & Quatre Hafis-lieder, op. 103 - Katarzyna Dondalska (soprano) ; Michal Janicki (baryton) & Michal Landowski (piano) - CD Acte Préalable AP0601 - 2020